# Wilchoweć (obwód kijowski)
Wilchoweć (ukr. Вільховець, hist. pol. Olchowiec) – wieś na Ukrainie, w obwodzie kijowskim, w rejonie obuchowskim, w hromadzie Bohusław. W 2001 liczyła 616 mieszkańców, spośród których 608 wskazało jako ojczysty język ukraiński, a 8 rosyjski.